# Шульман Юрій Маркович
Юрій Маркович Шульман (біл. Юрый Маркавіч Шульман; нар. 29 квітня 1975, Мінськ) — американський шахіст білоруського походження, гросмейстер від 1995 року.

## Шахова кар'єра
Першого успіху досягнув 1993 року, перемігши на турнірі в Мінську. Незабаром увійшов до когорти провідних шахістів Білорусі, 1994 року вигравши чемпіонат країни, а також перемігши на меморіалі Ісаака Болеславського, який відбувся в Мінську. Того ж року дебютував у складі національної збірної на шаховій олімпіаді в Москві. У 1995 році поділив 1-ше місце на наступному турнірі в Мінську і переміг (попереду Віктора Бологана) у Владивостоці. Досягнув значного успіху, ставши в Холоні чемпіоном Європи серед юніорів до 20 років. Виступив на двох наступних шахових олімпіадах 1996 і 1998, а 1997 року — на командному чемпіонаті Європи в Пулі. 1998 року поділив 1-ше місце на чемпіонаті Білорусі. Починаючи з 1999 виступає за США і належить до числа провідних шахістів тієї країни. Того року поділив 1-ше місце (разом з Найджелом Шортом, попереду Яана Ельвеста і Олександра Войткевича) в Дацці. У наступних роках досягнув низки успіхів, зокрема:
- поділив 1-ше місце в Лас-Вегасі (2000),
- посів 1-ше місце на Меморіалі Джорджа Колтановського в Сан-Франциско (2000),
- поділив 1-ше місце у Філадельфії (2001),
- поділив 1-ше місце (разом з Олександром Войткевичем) у Сан-Франциско (2001),
- посів 1-ше місце в Далласі (2001),
- поділив 1-ше місце в Торонто (2002),
- посів 1-ше місце в Річардсоні (2002),
- поділив 2-ге місце на континентальному чемпіонаті Америки в Буенос-Айресі (2003),
- поділив 3-тє місце на чемпіонаті США в Ла-Хойї (2005),
- поділив 1-ше місце (разом з Ігорем Новіковим), Річардсон (2005),
- після перемог над Вадимом Звягінцевим і Олександром Халіфманом дійшов до 3-го раунду Кубка світу 2005 у Ханти-Мансійську[2],
- срібна медаль на чемпіонаті США в Сан-Дієго (2006, після поразки у фіналі від Олександра Оніщука)[3],
- посів 1-ше місце в Чикаго (2006),
- поділив 1-ше місце в Далласі (2007),
- поділив 3-тє місце на чемпіонаті США у Стіллвотері (2007),
- поділив 1-ше місце (разом з Вадимом Міловим) у Чикаго (2007),
- титул чемпіона США у Талсі (2008)[4],
- посів 1-ше місце на турнірі Монреаль (2008),
- поділив 1-ше місце в Машантукеті — двічі (2008, разом з Олександром Івановим, Олександром Шабаловим, Робертом Гессом і Хуліо Бесеррою Ріверо і 2009, разом з Дарменом Садвакасовим),
- титул чемпіона Сполучених Штатів в Сент-Луїсі (2010)[5].

2008 року дебютував у збірній США на олімпіаді в Дрездені.
Починаючи з 1994 року написав багато статей шахових розробок для професійних видань, зокрема, New in Chess, ChessBase Magazine, Chess Life і Chess Informant. 2006 року був головним тренером жіночої збірної США під час олімпіади в Турині. Засновник фонду Шахи без кордонів, який займається, зокрема, популяризації шахів у школах і в невеликих населених пунктах. Також підтримує свою власну шахову школу.
Найвищий рейтинг Ело в кар'єрі мав станом на 1 липня 2009 року, досягнувши 2648 балів займав тоді 85-те місце у світовому рейтинг-листі ФІДЕ.

## Зміни рейтингу
| На цьому місці має відображатися графік чи діаграма, однак з технічних причин його відображення наразі вимкнено. Будь ласка, не видаляйте код, який викликає це повідомлення. Розробники вже працюють для того, щоби відновити штатне функціонування цього графіка або діаграми. | |
| | На цьому місці має відображатися графік чи діаграма, однак з технічних причин його відображення наразі вимкнено. Будь ласка, не видаляйте код, який викликає це повідомлення. Розробники вже працюють для того, щоби відновити штатне функціонування цього графіка або діаграми. |